# 张奋 (孙吴)
张奋（?—?），徐州彭城（今江苏省徐州市）人，三国时代吴国人物，張昭弟弟的儿子，堂兄弟張承、張休。

## 生平
张奋年二十岁时，曾造攻城车，被步骘推荐。张昭不高兴地说：“你还年轻，为什么委身於军旅呢？”张奋回答：“当初童汪死难，子奇治阿，张奋雖不才，但是年纪却不为少了。”于是领兵为将军，因为战功官至半州都督，封乐乡亭侯。

## 藝術形象
- 在遊戲《三国杀·一将成名》中為吳勢力角色，設定上有一戀人名孫翎鸞。孫翎鸞為孫堅與丁氏之女，擅長琵琶，張奮病死後每天都在等他回來，後來乘翎而去。
- 在游戏《三国杀移动版》中具有周期性销毁弃牌堆装备牌的特性，以及随游戏轮次增加而增加的高额加伤和减伤能力。